# Hadley Caliman
Hadley Caliman (12 de janeiro de 1932, Idabel, Oklahoma, Estados Unidos – 8 de setembro de 2010, Seattle, estado de Washington, Estados Unidos) foi um músico saxofonista de bebop e flautista.
Após seus estudos na Jefferson High School de Los Angeles juntamente com seu colega saxofonista Dexter Gordon, Caliman atuou junto ao público ou fez gravações com Carlos Santana, Joe Henderson, Earl Hines, Freddie Hubbard, Jon Hendricks, Earl Anderza, Patrice Rushen e muitos outros notáveis do jazz.
Em fins da década de 1960, brevemente, ele fez parte de um grupo de fusão de jazz-rock lidarado por Ray Draper. Caliman gravou seu primeiro album solo em 1971.
Por mais de vinte anos pertenceu ao corpo docente do departamento de música do Cornish College of the Arts, instituição de ensino localizada no bairro Capitol Hill, perto do centro de Seattle. Em 2009, ele ainda estava ativamente liderando um quarteto e quinteto na região da grande Seattle, e ministrando aulas particulares a músicos aspirantes. 
Caliman falesceu em 2010 aos setenta e oito anos de idade.

## Discografia

### Como líder
- 1971: Hadley Caliman (Mainstream Records)
- 1972: Iapetus (Mainstream)
- 1976: Projecting (Catalyst Records)
- 1977: Celebration (P-Vine Japan)
- 2008: Gratitude (Origin Records)
- 2010: Straight Ahead (Origin Records)
- 2010: Reunion - Hadley Caliman & Pete Christlieb (Origin Records)

### Como acompanhante
With  Todd Cochran
- Bayeté: Worlds Around the Sun (Prestige, 1972)

With Eddie Henderson
- Heritage (Blue Note, 1976)

With Freddie Hubbard
- Skagly (Columbia, 1980)

With Bobby Hutcherson
- Knucklebean (Blue Note, 1977)

With Azar Lawrence
- Bridge into the New Age (Prestige, 1974)

With Malo
- Dos (1972)

With Julian Priester
- Love, Love (ECM, 1973)

With Patrice Rushen
- Prelusion (1974)

With Carlos Santana and Buddy Miles
- Carlos Santana & Buddy Miles! Live! (1972)

With Carlos Santana
- Caravanserai (1972)